# (877) Walküre
(877) Walküre – planetoida z grupy pasa głównego asteroid okrążająca Słońce w ciągu 3 lat i 337 dni w średniej odległości 2,49 au. Została odkryta 13 września 1915 roku w Obserwatorium Simejiz na górze Koszka na Półwyspie Krymskim przez Grigorija Nieujmina. Nazwa pochodzi od Walkirii, wojowniczych kobiet w mitologii nordyckiej. Przed nadaniem nazwy planetoida nosiła oznaczenie tymczasowe (877) 1915 S7.